# عبادة الأرض
تمركز الديانات في الأرض أو عبادة الطبيعة: هو نظام ديني مبني على تبجيل الظواهر الطبيعية. إذ إنه يغطي أيّ ديانةٍ تُعبد، الأرض والطبيعة أو إله الخصوبة تماماً كاختلاف أشكال عِبادة الآلهة أو الدين الأُمومي. وجد البعض صِلة ما بين عِبادة الأرض وفرضية (غايا). جرت صياغة ديانات الأرض أيضاً للسماح للفرد بالاستفادة من المعرفة للحفاظ على الأرض.

## الأُصول

### أصل الادعاءات من مصادر الديانات في الأرض
عاشت المجتمعات في نطاق صغير تبعاً لـ (ماريا جيمبوتاس، ما قبل الهندو أوربية). أنشأت العوائل مجتمعات مارست (الخِلافة الأمومية) والدين المتمركز حول الآلهة، حيث يأتي التكوين من المرأة. تمنح الحياة وتؤخذ من قِبَل الآلهة الأُم. وهي (دانو) في الفرضية الإيرلندية و(مات زيمليا) في الفرضية السلوفاكية و(باتشاماما) و(نينسون) و(تيرا ماتر) و(نووا) و(ماتريس أو شاكتي) في الثقافات الأُخرى. كتب (جيمس وير) مقالة في أواخر القرن الثامن عشر يَصِف فيها البدايات وجوانب الشعور المبكرة للمتدينين. تبعاً لـ (بوير) أُجبِرَ البشر الأوليين على العثور على الطعام والمأوى من أجل البقاء على قيد الحياة، يُوَجهون بواسطة غرائزهم وحواسهم باستمرار؛ لأنَّ وجودهم يعتمد على الطبيعة. بدأ البشر بتشكيل دياناتهم ومعتقداتهم وفقاً للطبيعةِ نفسها. كان لا بد من أن يتطور الدين الأول للبشرية من العالم المادي، فقد تجادلوا؛ بسبب اعتماد البشر بشدّة على حواسهم، ومن هذا المُنطلق تشكلت عبادة الطبيعة، كذلك سمحت للبشر أن يعتمدوا على الطبيعة من أجل البقاء على قيد الحياة.
ادعى (نيوباغانز) أنَّ الدين بدأ بطُرُق تتوافق مع الديانات في الأرض في أحد أعمالهِ التي نُشِرَت في كِتاب (يورانيشا). جاءت عِبادة الطبيعة أيضاً بسبب آخر؛ وهو الخوف من العالم المُحيط بالإنسان البِدائي. افتقرت عقولهم إلى الوظائف المُعقَّدة لِمعالجة وغربلة الأفكار المُعقَّدة، نتيجةً لذلك؛ عَبَدَ الإنسان كُلَّ كيانٍ يحيط بِهِ في كل يوم، وكانت الطبيعة هي ذلك الكيان. اختبر الإنسان مختلف الظواهر الطبيعية حوله، مثل: العواصف والصحاري الواسعة والجِبال الضخمة. كان من بين أجزاء الطبيعة التي يَجِبُ أن تُعبَد: الأحجار والصخور والتِلال والنباتات والحيوانات والعناصر والأجرام السماوية وحتى الإنسان لِنفسه. شَقَّ الإنسان طريقه في النهاية عبر عِبادة الطبيعة لتجسيد الأرواح في عِبادته.
يمكن النظر إلى أصول الدين من خلال العدسة الوظيفية لِمعالجة العقل البشري. زَعَمَ (باسكال بوير) على المدى الزمني البعيد، أنَّ الدماغ عضو بسيط في الجسم، مع ذلك كان يدَّعي أن المعلومات التي جُمِعَت عن الدماغ تشير إلى أنَّ الدماغ في الواقع ليس إلا "لوحة فارغة". لم يكن البشر يتعلمون من المعلومات المحيطة بِبيئتهم فقط، بل كانوا قد حصلوا على معدات معرفية متطورة تهيئهم لتحليل المعلومات التي لها صِلة بِثقافتهم وكيفية تطبيقها. يقول (بوير): "امتلاك البشر لعقل طبيعي لا يعني بالضرورة امتلاكهم لدين"، ولكن ما يشير إليه أنَّه يمكن للناس الحصول عليه، وذلك أمرٌ مختلف. زَعَمَ أنَّ الأديان بدأت لأسباب؛ وهي تقديم الإجابات للإنسان، وتوفير نظام اجتماعي للمجتمع، وإشباع الحاجات الطبيعية للعقل البشري المُعرَّض للوهم. أخيراً، جاء الدين إلى حيز الوجود بسبب حاجتنا للإجابة على الأسئلة والحفاظ على نظامنا المجتمعي.
لم تكن فِكرة أُصول الدين وليدة التطور المعرفي لدى الإنسان، ولكنها جاءت مِن القِردة. تجادل (باربرا ج.كينج) بأنَّ البشر يمتلكون ترابطًا عاطفيًا مع من هم حولهم، وأنَّ رغبة الاتصال هذه جاءت عبر تطوّرَهم من القِردة. إنَّ أقرب صِلة للبشر هي القِردة الإفريقية. تلعب العواطف والعلاقات دوراً كبيراً في حياة القِردة، إذ يبدأ القرد عند الولادة بالتفاوض مع والدته حول احتياجاته للبقاء على قيد الحياة، فلذلك يولد القرد في عالم مكتظ بالعائلة والأصدقاء. إنَّ ردود الأفعال والاستجابات من واحد لآخر متجذِّرة ومتأصِّلة في شعورهم بالانتماء، والتي تكون مُستَمَدّة من اعتمادها على القردة الأم وعائلتها. عُرِّفَ الانتماء على أنَّه "الاهتمام بشخص يهمُّك… والحصول على مشاعر إيجابية من علاقتنا". بدأ الشعور والرغبة في الانتماء بالنمو لدى القِردة فقط عندما ابتعد (أسلاف البشر) عن سلالة القِردة، والتي حدثت منذ ما يقارب الستة إلى سبعة ملايين سنة.
حدثت تغييرات في الإجراءات الاجتماعية عُقب حدوث تغييرات شديدة في البيئة، وتطورات جسدية في جسم الإنسان (خاصةً تطور الدماغ البشري). ذهب البشر إلى أبعد من مجَّرد تكوين روابط وعلاقات عاطفية مع بعضهم البعض، أصبحت أيضًا ثقافتهم ومجتمعهم أكثر تعقيدًا. بدؤوا في استخدام الممارسات المختلفة والرموز لفهم الجوانب الطبيعية والروحية من حولهم في هذا العالم، بدلاً من مجرد محاولة العثور على الانتماء والتعاطف في علاقتهم مع الآخرين. اختلق البشر مفهوم الإله والأرواح وطوروها لإشباع حاجاتهم ولغرض الاستكشاف. زعم الملك بأن "الحاجة الدنيوية للانتماء أدت إلى الخيال الديني البشري، وبالتالي إلى العالم الآخر المتصل بالله والآلهة والأرواح".

## حول العالم
جرى تحديد يوم 22 أبريل من عام 2009. باعتباره "اليوم العالمي لأُمِّنا الأرض" مِن قِبَل الأُمم المتحدة، ولكن العديد من الثقافات حول العالم كانت تحتفل في الأرض منذ آلاف السنين. احتُفِلَ بـ (الانقلاب الشتوي) و(الانقلاب الصيفي) مع أيام العُطَل مثل (عيد ميلاد المسيح) و(دونغزي) في الشتاء، و(تايرجان) و(كوبالا) في الصيف